# سوکوئکا
سوکوئکا (به لاتین: Sokółka) یک شهر و گمینا در لهستان است که در گمینا سوکوئکا واقع شده‌است. سوکوئکا ۱۸٫۶۱ کیلومتر مربع مساحت و ۱۸٬۹۷۴ نفر جمعیت دارد.

## خواهرخوانده
شهرهای روشلیتس و شالچینینکای خواهرخوانده‌های سوکوئکا هستند.